# Alphonse Glorieux
Alphonse Joseph Glorieux, né le 1er février 1844 à Dottignies (Belgique) et décédé le 25 août 1917 à Portland dans l'Oregon (États-Unis), était un prêtre missionnaire belge, nommé et consacré en 1893 premier évêque de Boise, capitale de l'Idaho, aux États-Unis.

## Biographie

### Prêtre et missionnaire
Né à Dottignies, commune qui fait aujourd’hui partie de la ville de Mouscron, Alphonse Glorieux entre au Collège américain récemment fondé à Louvain en vue de former un clergé missionnaire adapté à la mentalité de la nouvelle nation américaine. À la fin de sa formation philosophique et théologique il est ordonné prêtre (17 août 1867) et est envoyé en Amérique.  Il est d’abord directeur du collège Saint-Michel, à Portland (Oregon) en 1871. Le 7 octobre 1884 Glorieux est nommé vicaire apostolique du territoire d’Idaho. Il y succède, après un interrègne de 8 ans, à un autre belge (et premier vicaire apostolique), Louis Lootens, arrivé dans la région à l’époque des aventuriers de la Ruée vers l'or. Glorieux est ordonné évêque à Baltimore, alors que s’y tenait le troisième synode de l’église catholique aux États-Unis (19 avril 1885).

### Évêque de Boise

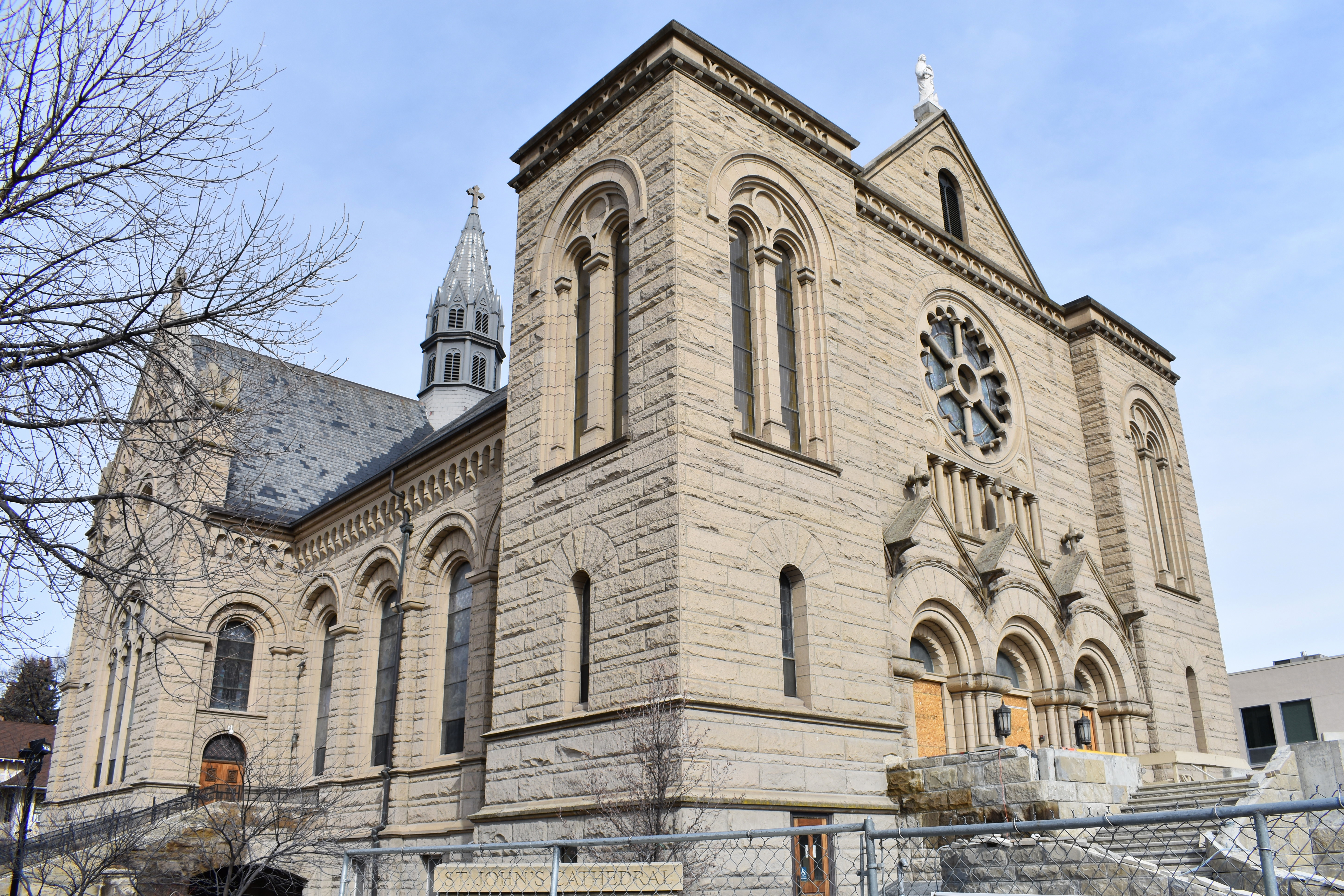

Sous sa direction le vicariat apostolique croît rapidement. De 2 prêtres et 1500 fidèles en 1884 le vicariat est passé à 10 prêtres et 7000 catholiques sur 27 paroisses en 1893. Le vicariat d’Idaho est alors érigé en diocèse (25 août 1893) et Glorieux en est nommé le premier évêque. Il choisit la ville de Boise (capitale de l’Idaho qui devient, vers la même époque, État de l’union américaine) pour y établir son siège épiscopal. En 1906 il met en projet la construction de sa cathédrale (en) (Saint Jean l'Évangéliste), y remplaçant une église paroissiale du même nom. Les travaux n’en seront terminés que beaucoup plus tard. En 1921 son successeur, Daniel Gorman, consacrera au culte le nouvel édifice.
Alphonse Glorieux meurt à Portland (Oregon), le 25 août 1917, ayant été 32 ans évêque au service de l’Église au Idaho : il en est considéré comme le fondateur. Il est enterré dans sa cathédrale de Boise.